# Папуорт, Нил
Нил Папуорт (англ. Neil Papworth, 28 декабря 1969, Рединг (Англия), Великобритания) — британский инженер. Известен как автор первого в истории короткого текстового сообщения (SMS).

## Биография
Нил Папуорт родился и вырос в городе Рединг. Изучал информатику в Университете Западного Лондона, после чего начал карьеру в Ferranti International.
В 1991 перешёл в телекоммуникационную компанию Sema Group (англ.) и работал в различных её отделениях в Великобритании и Канаде до 2011 года. В ходе этой работы он впервые отправил текстовое сообщение 3 декабря 1992 года директору компании Vodafone Ричарду Джарвису, который праздновал Рождество в офисе. О нём много писали, когда отмечались 10-я и 20-я годовщины события.